# 平家公達草紙
『平家公達草紙』（へいけきんだちぞうし）は、鎌倉時代初期に成立したと見られる平家公達の逸話を集めた小編。作者不詳だが藤原隆房という説がある。現在までに内容を異にする3種の本が伝わっている。
判明している限りでは承安4年（1174年）から寿永2年（1183年）にかけての、公卿としての平家一門の華やかな日々を断片的に追想した挿話14段による回顧録。主に小松家（平重盛）一家の平維盛、平重衡に関するエピソードが多い。ただし登場人物の官職名や名前が違っているものも多い。
『平家公達草紙』から抜き出した本文に白描絵巻絵を加えて、鎌倉時代末期に作られた『平家公達草紙絵巻』がある。

## 詞書
（松永記念本）
- 「内裏近き火」
- 「青海波」
- 「公達の盗人」
- 「花陰の鞠」

（国立博物館本）
- 「かたのまもり」
- 「秋のみ山のもみぢ葉」
- 「将棋倒し」
- 「建春門院の面影」
- 「重衡とその想い人たち」
- 「東北院の遊び」

（宮内庁書陵部本）
- 「立ち明す車」
- 「隠れ簔の中将」
- 「小柴の内」